# Auke Tellegen
Auke Tellegen (ur. 1930, zm. 11 marca 2024) – amerykański psycholog, profesor Uniwersytetu Minnesoty. Prowadził badania nad genetycznymi i środowiskowymi determinantami inteligencji oraz cech osobowości, wykorzystując do tego metodę porównywania par bliźniąt. Współtworzył popularne kwestionariusze służące do badania osobowości: Multidimensional Personality Questionnaire oraz Minnesota Multiphasic Personality Inventory.